# OP-44
Oddział partyzancki NOW-AK „Ojca Jana” (krypt. OP-44) – scalony z Armią Krajową oddział partyzancki Narodowej Organizacji Wojskowej, sformowany na południu Lubelszczyzny w 1942 r.

## Historia
Był to jeden z największych, najlepiej wyekwipowanych i zorganizowanych oddziałów NOW. Przy oddziale istniała podchorążówka i szkoła oficerska. W sumie, przez dwa lata istnienia, przez jego szeregi przeszło ok. 3000 żołnierzy. 
27 grudnia 1943, po zbiegającym się ze świętami Bożego Narodzenia ślubie por. Franciszek Przysiężniak ps. „Ojciec Jan” i łączniczki Janiny Oleszkiewicz ps. „Jaga”, na skutek zdrady kpr. „Wysockiego”, oddział został otoczony we wsi Graba. Po walce z oddziału odeszła część partyzantów (min. pchor. Józef Zadzierski ps. „Wołyniak” i Michał Krupa ps. „Pułkownik”), która w okolicach Leżajska zorganizowała oddział dyspozycyjny Komendy Okręgu Rzeszów NOW.
W czasie akcji „Burza” oddział wziął udział m.in. w bitwie na Porytowym Wzgórzu (pod nieobecność „Ojca Jana”), głównym epizodzie największej bitwy partyzanckiej na ziemiach polskich.

## Obsada personalna
Dowódca:
- por. Franciszek Przysiężniak ps. „Ojciec Jan”

Zastępcy dowódcy
- Ludwik Miazga ps. „Wiśniewski”
- Bogumił Męciński ps. „Władka”
- ppor. Bolesław Usow ps. „Konar”